# Dhourvatióna
Dhourvatióna (Dourvationa) är en ort i Grekland.   Den ligger i prefekturen Nomós Korinthías och regionen Peloponnesos, i den sydöstra delen av landet, 90 km väster om huvudstaden Aten. Dhourvatióna ligger 42 meter över havet och antalet invånare är 137.
Terrängen runt Dhourvatióna är platt österut, men åt sydväst är den kuperad. Havet är nära Dhourvatióna åt nordost.Runt Dhourvatióna är det ganska tätbefolkat, med 96 invånare per kvadratkilometer. Närmaste större samhälle är Korinth, 19,8 km öster om Dhourvatióna. Trakten runt Dhourvatióna består till största delen av jordbruksmark.